# Гібсон Гоуленд
Гібсон Гоуленд (англ. Gibson Gowland; 4 січня 1877 — 9 вересня 1951) — американський актор англійського походження.

## Біографія
Гібсон Гоуленд народився в місті Спеннімур, графство Дарем, на північному сході Англії, деякі джерела іноді вказують місцем його народження місто Ньюкасл.
Починав трудову діяльність матросом, пізніше дослужившись до помічника капітана. У двадцятип'ятирічному віці став мисливцем на велику дичину в Південній Африці. Організував театральну трупу в Йоганнесбурзі і сам брав участь в її постановках як актор.
У 1913 році, минаючи Канаду, потрапив в Сполучені Штати — там одружився з Беатріс Берд, також британською уродженкою, і разом з дружиною переїхав до Голлівуду, де почав зніматися в епізодичних ролях лиходіїв, зокрема і в знаменитій стрічці Девіда Гріффіта «Народження нації».
Найбільш відомий по своїй єдиній «зоряної» ролі стоматолога Мактіга в класичному німому фільмі «Жадібність» Еріха фон Штрогейма, який ще раніше зняв Гоуленда в своєму фільмі «Сліпі чоловіки» (1919).
Після двох розлучень, Гібсон Гоуленд повернувся в Англію в 1944 році. Помер в Лондоні у віці 74 років, похований в колумбарії лондонського крематорію Голдерс-Грін.
Син від першого шлюбу — відомий американський гламурний фотограф і актор Пітер Гоуленд (1916—2010).

## Вибрана фільмографія
- 1915 — Народження нації / The Birth of a Nation — епізодична роль
- 1916 — Макбет / Macbeth — епізодична роль
- 1919 — За дверима / Behind the Door
- 1919 — Сліпі чоловіки / Blind Husbands — Зепп
- 1924 — Жадібність / Greed — Мак-Тіг
- 1925 — Привид опери / The Phantom of the Opera — Саймон
- 1925 — Дружина прерії / The Prairie Wife — Оллі
- 1926 — Дон Жуан / Don Juan — римлянин
- 1927 — Ніч кохання / The Night of Love — бандит
- 1927 — Схід: Пісня двох людей / Sunrise — водій
- 1928 — Роза-Марія / Rose-Marie
- 1929 — Таємничий острів / The Mysterious Island — Дмитро, механік підводного човна
- 1931 — Край чоловіків у розшуку / Land of Wanted Men — Террі
- 1934 — Приватне життя Дон Жуана / The Private Life of Don Juan — Дон Алфредо
- 1935 — Таємниця Марі Селест / The Mystery of the Marie Celeste — Енді
- 1940 — Прохід на північний захід / Northwest Passage — Макферсон
- 1940 — Приречений вмирати / Doomed to Die — доктор
- 1940 — Мавпа / The Ape — дружинник
- 1941 — Людина-вовк / The Wolf Man — сільський житель
- 1941 — Якою зеленою була моя долина / How Green Was My Valley — епізодична роль
- 1942 — Манхеттенський розповіді / Tales of Manhattan — епізодична роль
- 1943 — Людська комедія / The Human Comedy — шпигуни
- 1943 — Хлопець на ім'я Джо / A Guy Named Joe — бармен
- 1944 — Йти своїм шляхом / Going My Way — парафіянин
- 1944 — Газове світло / Gaslight — прислуга
- 1944 — Вільсон / Wilson — сенатор
- 1945 — Портрет Доріана Грея / The Picture of Dorian Gray — Гібсон
- 1945 — Кітті / Kitty — тюремний наглядач